# Dane pri Divači
Dane pri Divači – wieś w Słowenii, w gminie Divača. W 2018 roku liczyła 69 mieszkańców.